# Ben Chilwell
Benjamin James „Ben“ Chilwell (* 21. Dezember 1996 in Milton Keynes) ist ein englischer Fußballspieler, der als Leihspieler des FC Chelsea bei  Crystal Palace unter Vertrag steht. Der linke Außenverteidiger ist seit September 2018 englischer Nationalspieler.

## Karriere

### Verein

#### Anfänge
Ben Chilwell wurde in Milton Keynes als Sohn einer Engländerin und eines 1990 immigrierten Neuseeländers geboren und besuchte das Redborne Upper School and Community College in Ampthill. Erste fußballerische Erfahrung sammelte er als Jugendlicher bei den Junioren der Woburn Lions, Bletchley Youth und von Rushden & Diamonds, bevor er sich im Jahr 2010 der Akademie von Leicester City anschloss. In der Saison 2014/15 spielte er bereits regelmäßig in der U23-Mannschaft, welche in der Premier League 2 spielte. Am Ende dieser Spielzeit wurde er mit dem Titel zu Leicester’s Academy Player of the Year ausgezeichnet.
Chilwell absolvierte die Vorbereitung zur nächsten Saison 2015/16 mit der Profimannschaft Leicesters, unter der Leitung von Claudio Ranieri. Der endgültige Sprung in die erste Mannschaft blieb ihm jedoch vorerst verwehrt und er begann die Spielzeit bei der Reserve. Am 27. Oktober 2015 debütierte er schließlich bei der 5:6-Ligapokalniederlage nach dem Elfmeterschießen gegen Hull City für die erste Mannschaft und absolvierte die gesamten 120 Spielminuten.

#### Leihe an Huddersfield Town
Zu weiterer Einsatzzeit kam er in den nächsten Wochen nicht und wurde deshalb am 19. November an den Zweitligisten Huddersfield Town ausgeliehen. Dort debütierte er am neun Tage später (18. Spieltag) bei der 0:2-Niederlage gegen den FC Middlesbrough. Chilwell etablierte sich bei den Terriers als wichtiger Stammspieler und wurde bereits am 3. Januar 2016 nach acht Ligaspielen wieder nach Leicester zurückbeordert.

#### Durchbruch bei Leicester City
Knapp zwei Wochen später unterzeichnete er einen neuen Fünfeinhalbjahresvertrag bei den Foxes. Chilwell wurde jedoch erneut in keinem Ligaspiel berücksichtigt und war der Ersatzspieler des erfahrenen Christian Fuchs, der in der sensationellen Meistersaison unumstrittener Stammspieler war. Eingesetzt wurde er in der Rückrunde nur in zwei Spielen des FA Cups.
Nachdem der Sommer 2016 von Medienspekulationen rund um einen Wechsel zum FC Liverpool begleitet worden war, verlängerte Chilwell am 28. Juli 2016 sein Arbeitspapier bei Leicester City um fünf Jahre. In den ersten Monaten dieser Spielzeit 2016/17 wurde er auch durch eine Knöchelverletzung an regelmäßigen Einsatzminuten gehindert, gab aber letztlich am 26. Dezember 2016 (18. Spieltag) sein Debüt in der Premier League. Leicester konnte die hervorragende Vorsaison nicht wiederholen und fand sich nach dem Jahreswechsel im Abstiegskampf wieder. Im Februar 2017 trennte man sich deshalb von Meistertrainer Ranieri und sein Nachfolger Craig Shakespeare führte die Mannschaft wieder ins Tabellenmittelfeld. Dieser setzte Chilwell er immer wieder als Einwechselspieler ein. Am 18. Mai 2017 (34. Spieltag) erzielte er bei der 1:6-Heimniederlage gegen Tottenham Hotspur sein erstes Tor für die erste Mannschaft. Leicester beendete die Saison auf dem 12. Tabellenplatz und Chilwell bestritt in dieser 12 Ligaspiele.
In der darauffolgenden Saison 2017/18 etablierte sich Chilwell unter Shakespeares Nachfolger Claude Puel als Stammkraft in der linken Außenverteidigung. Am 13. Januar 2018 (23. Spieltag) flog Ben Chilwell beim 0:0-Unentschieden gegen den FC Chelsea erstmals in seiner professionellen Karriere vom Platz, als er innerhalb von fünf Minuten zwei gelbe Karten erhielt. Er absolvierte in dieser Spielzeit 24 Ligaspiele, in denen er zwei Treffer vorbereitete.
Unter Puel setzte er sich in der darauffolgenden Saison 2018/19 als unumstrittener Stammspieler fest und wurde von Experten insbesondere für seine Adaption an die Rolle des modernen Außenverteidiger gelobt. Am 20. Oktober 2018 unterzeichnete er einen neuen Fünfeinhalbjahresvertrag bei Leicester City. Seinen Status als Stammspieler behielt er auch unter Puels Nachfolger Brendan Rodgers bei und beendete die Spielzeit mit 36 Ligaeinsätzen, in denen er fünf Tore assistierte.
Am 25. Oktober 2019 (10. Spieltag) erzielte Chilwell nach über zweieinhalb Jahren wieder ein Tor für Leicester City und bereitete beim historischen 9:0-Auswärtssieg gegen den FC Southampton zusätzlich zwei Tore vor. In dieser Saison 2019/20 gelangen ihm in 27 Ligaeinsätzen drei Tore und genauso viele Vorlagen.

#### FC Chelsea
Zur Saison 2020/21 wechselte Chilwell zum FC Chelsea, bei dem er einen Vertrag bis zum 30. Juni 2025 unterschrieb. Sein Debüt gab er am 23. September 2020 beim 6:0-Ligapokalsieg gegen den FC Barnsley. In seinem Ligadebüt für die Blues am 3. Oktober (4. Spieltag) beim 4:0-Heimsieg gegen Crystal Palace konnte er ein Tor erzielen und einen weiteren Treffer vorlegen.

#### Leihe an Crystal Palace
Im Februar 2025 wurde er an Crystal Palace verliehen.

### Nationalmannschaft
Im Februar und März 2014 bestritt Ben Chilwell für die englische U18-Nationalmannschaft drei freundschaftliche Länderspiele. Anschließend spielte er zwischen September 2014 und Mai 2015 sechs Mal für die U19. Für die U20 absolvierte er im Herbst 2015 drei Testspiele, in denen ihm ein Torerfolg gelang.
Im Mai 2016 spielte er erstmals für die U21. Mit dieser Auswahl nahm er im Juni 2017 an der U21-Europameisterschaft 2017 in Polen teil. Dort startete er in allen drei Gruppenspielen und stieg mit den Three Lions als Gruppenerster ins Halbfinale auf. Bei der 5:6-Niederlage nach dem Elfmeterschießen gegen Deutschland stand er über die volle Distanz der Partie am Spielfeld und verwertete seinen Strafstoß erfolgreich. Er stand noch bis September 2018 für die U21 auf dem Platz und überschritt danach die Altersgrenze nach 10 Länderspielen.
Am 11. September 2018 debütierte Chilwell beim 1:0-Sieg gegen die Schweiz in Leicesters King Power Stadium für die A-Nationalmannschaft, als er in der 79. Spielminute für Danny Rose eingewechselt wurde. Damit wurde er zum ersten englischen Spieler nach Paul Scholes im Jahr 1997, der im Stadion seines Vereins debütierte. Am 14. November 2019 bereitete er beim 7:0-Heimsieg gegen Montenegro in der Qualifikation zur Europameisterschaft 2021 die ersten drei Treffer vor.
Im Jahr 2021 wurde er in den englischen Kader für die Fußball-Europameisterschaft berufen, der das Finale gegen Italien im Elfmeterschießen im heimischen Wembley-Stadion verlor.

## Erfolge
Nationalmannschaft
- Vize-Europameister: 2021 mit England

Verein
- UEFA-Champions-League-Sieger: 2021 mit FC Chelsea

## Privates
Chilwells Großvater mütterlicherseits, Guy Shuttleworth, war ebenfalls ein Sportler, der für die Corinthian-Casuals Fußball spielte, 1949 ein Länderspiel für die englische Fußballnationalmannschaft der Amateure bestritt und die Universität Cambridge im erstklassigen Cricket vertrat. Er starb im Alter von 94 Jahren am 21. Januar 2021. Chilwell selbst spielte Cricket für seinen örtlichen Verein, Flitwick.